# Grenzstrang

Spinalnerven (waagrecht) und Grenzstrang (senkrecht, schematisch)

Der Grenzstrang (lateinisch Truncus sympathicus) ist eine Kette untereinander in Längsrichtung verbundener Ganglien an den Wirbelkörpern, die vom Hals bis zum Steißbein reicht. Er gehört zum Sympathikus.
Die Zellkörper der sympathischen Nervenzellen liegen im Nucleus intermediolateralis des Seitenhorns der grauen Substanz in der Brust- und Lendenregion des Rückenmarks. Deren Axone (Nervenfortsätze) verlassen den Wirbelkanal und ziehen über den weißen Verbindungsast (Ramus communicans albus) zu dem jeweiligen segmentalen Grenzstrangganglion (auch Paravertebralganglion, Ganglion paravertebrale). Von den Paravertebralganglien gibt es zwei prinzipielle Wege:
1. Die Fasern werden auf das zweite Neuron umgeschaltet. Dieses ist markarm und zieht über den grauen Verbindungsast (Ramus communicans griseus) zurück zum jeweiligen Spinalnerven oder direkt zu den inneren Organen. Für den Hals ziehen die Neurone vom Ganglion stellatum über den Nervus vertebralis entlang der Halswirbelsäule. Von diesem gehen jeweils sympathische Fasern zu den Halsnerven.
2. Ein Teil der Nervenfasern durchzieht die Paravertebralganglien und wird erst in sekundären, den Prävertebralganglien umgeschaltet. Diese Ganglien sind das Ganglion coeliacum, das Ganglion mesentericum superius (craniale) und das Ganglion mesentericum inferius (caudale). Von hier ziehen die Fasern zu den inneren Organen. Vom Ganglion cervicale superius geht die gesamte sympathische Versorgung des Kopfes aus.

## Segmente
Die Grenzstrangganglien (Ganglia trunci sympathici) werden ihrer Lage nach in Halsganglien (Ganglia cervicalia), Brustganglien (Ganglia thoracica), Bauchganglien (Ganglia lumbalia) und Kreuzganglien (Ganglia sacralia) eingeteilt. Bei Tieren werden die unter den Schwanzwirbeln liegenden Nervenknoten als Ganglia caudalia bezeichnet.
Beim Menschen gibt es drei Halsganglien: das obere (Ganglion cervicale superius), das mittlere (Ganglion cervicale medium), das allerdings inkonstant – also manchmal nicht vorhanden – ist und das untere Halsganglion (Ganglion cervicale inferius). Das Ganglion cervicale inferius und das oberste Brustganglion verschmelzen zum größeren Ganglion cervicothoracicum oder Ganglion stellatum. Der Halsteil des Grenzstrangs verläuft im tiefen Blatt der Halsfaszie. Vom Nervus vagus ist er durch die Vagina carotica und die Lamina praevertebralis getrennt. In der Veterinäranatomie werden das obere und mittlere Halsganglion nicht zum Grenzstrang gerechnet. Auch hier ist letzteres nicht immer makroskopisch deutlich. Das obere Halsganglion, bei Tieren als Ganglion cervicale craniale bezeichnet, ist bei den meisten Säugetieren über den Truncus vagosympathicus an den Grenzstrang angeschlossen.
Beim Menschen gibt es beidseits 11 oder 12 Brustganglien, die vor den Rippenköpfchen unter der Fascia endothoracica liegen. Die postganglionären Fasern des 2. bis 5. Brustganglions bilden die Nervi cardiaci thoracici, welche zum Plexus cardiacus ziehen. Vom 2. bis 4. Brustganglion ziehen postganglionären Fasern als Nervi pulmonales thoracici zum Plexus pulmonalis. Vom 5. bis 9. Brustganglion ziehen prä- und postganglionären Fasern als Nervus splanchnicus major zum Plexus coeliacus. Vom 9. bis 11. Brustganglion ziehen prä- und postganglionäre Fasern als Nervus splanchnicus minor zum Plexus coeliacus und zum Plexus renalis. Bei einigen Individuen gibt es noch den aus dem 12. Brustganglion zum Plexus renalis ziehenden Nervus splanchnicus imus.
Aus den Lendenganglien des Grenzstrangs gehen beim Menschen beidseits meist vier Nervi splanchnici lumbales aus. Sie ziehen mit vorwiegend postganglionären Fasern zum Plexus aorticus abdominalis und zum Plexus hypogastricus superior.
Aus den meist drei (bis 5) Kreuzganglien des Grenzstrangs gehen beim Menschen beidseits Nervi splanchnici sacrales aus. Sie ziehen mit vorwiegend postganglionären Fasern zum Plexus hypogastricus inferior.
Das letzte Grenzstrangganglion ist unpaar (Ganglion impar). Es ist das Ende der beiden Grenzstrangketten und liegt vor dem Steißbein.